# سابرینا اوزانی
سابرینا اوزانی (فرانسوی: Sabrina Ouazani‎؛ زادهٔ ۶ دسامبر ۱۹۸۸) یک هنرپیشه اهل فرانسه است. وی از سال ۲۰۰۳ میلادی تاکنون مشغول فعالیت بوده‌است.
از فیلم‌ها یا برنامه‌های تلویزیونی که وی در آنها نقش داشته‌است می‌توان به راز دانه، بازی‌های عشق و سرنوشت، از خدایان و انسان‌ها، پاریس، منبع، گذشته، پاتایا، در شب باز است، تاکسی ۵ و بازداشت اشاره کرد.